# Capo Caccia
Capo Caccia (in catalano e algherese Cap de la Caça) è un imponente promontorio di roccia calcarea situato nell'estremità nord-occidentale della Sardegna, a nord di Alghero. Dalla città sarda è possibile vederne l'intera estensione del lato est, che fa da cornice ai tramonti della Riviera del Corallo.

## Descrizione
Si affaccia sulla rada di Alghero, e con l'altro promontorio di roccia calcarea di Alghero , punta Giglio, racchiude il grande golfo di Porto Conte. 
Capo Caccia deve il suo nome alle battute di caccia al piccione che i notabili dell'800 compivano dalla barca nei periodi di bonaccia attorno al promontorio, dalla sommità del quale si può scorgere l'ampio golfo di Alghero e la vicina isola di Foradada che costituiscono uno fra i panorami più belli e suggestivi dell'isola. 

## Ambiente
È possibile osservare lungo tutte le falesie l'aquila del bonelli, il falco pellegrino, il gabbiano reale e corso, la procellaria, i rondoni. 
In tempi recenti è stata dichiarata oasi permanente di protezione faunistica con grande beneficio delle varie specie presenti sia sopra che sotto l'acqua. Attualmente su tutta l'intera area insistono sia l'Area naturale marina protetta Capo Caccia - Isola Piana, riserva marina, che il Parco di Porto Conte, parco regionale terrestre, con fauna e flora uniche, come ad esempio l'imponente grifone.

## Carsismo
Capo Caccia è noto anche per la presenza di molte grotte marine nella parte inferiore del promontorio che una volta erano frequentate da numerose famiglie di foca monaca, ora completamente scomparse soprattutto per la crudele caccia che i pescatori in forte competizione con questa specie, hanno compiuto fino ai primi anni del Novecento. La grotta più nota, che porta il nome del dio dei mari, è la Grotta di Nettuno mentre sott'acqua si trova la famosissima e frequentatissima, dai subacquei, Grotta di Nereo, dedicata al padre delle ninfe nereidi, e considerata la più vasta grotta marina sommersa di tutto il Mediterraneo. 
In tutti i fondali circostanti è presente ancora il pregiato Corallium rubrum, corallo rosso, utilizzato in gioielleria e che caratterizza fortemente la cultura del luogo, con la raccolta effettuata da secoli e la lavorazione artigiana, che hanno dato alla zona il nome di Riviera del Corallo. La scogliera è composta da due serie stratificate in discordanza angolare tra loro. Questa discontinuità segna il passaggio tra le piattaforme del Cretacico superiore e del Cretacico inferiore ed è marcata da un livello di bauxiti (fase emersiva). Sono due piattaforme differenti:
- Inferiore: cicli pertidali e prevalenza di fango;
- superiore: piattaforma a rudiste.

In prossimità del parcheggio per l'accesso alle Grotte di Nettuno, è possibile osservare la struttura dei banchi a rudiste. in tali banchi i clusters di rudiste, dominati da hippuritidi a forma di crescita di tipo "elevator", si sovrapponevano costituendo una struttura potente anche alcuni metri, ma classificabile come biostroma e non come un reef.

### Grotte
di superficie:
- Grotta della Foca monaca
- Grotta del Gaurra (del Gabbiano)
- Grotta Verde o dell'altare o di Sant'Elmo (con ritrovamenti di ceramiche neolitiche)
- Grotta di Nettuno (parte aerea)
- Grotta dei Pizzi e ricami
- Grotta Gea (Group Espeleologic Algueres)
- Grotta del Belvedere o del soffio (parte aerea)
- Isola di Foradada

sommerse:
- Grotta della Madonnina
- Grotta di Nereo
- Grotta del Sifone
- Grotta del Tunnel
- Grotta di Nettuno (parte sommersa)
- Grotta dei Portici o di Punta Salinetto
- Grotta del Belvedere o del Soffio (parte sommersa)

## Strutture
Vi è ubicata la stazione meteorologica di Capo Caccia e, per la sua posizione è dotato di un faro, che grazie alla sua posizione in altezza, 186 metri s.l.m., è uno dei più visibili a distanza, circa 34 miglia, di tutta Italia e del Mediterraneo.

## Cinema
All'interno delle Grotte di Nettuno e nei fondali circostanti nel 1978 è stato girato gran parte del film "L'Isola degli Uomini Pesce" di Sergio Martino. 
Qui sono state girate anche alcune scene di Delitto sotto il sole, film del 1982 tratto dal romanzo giallo Corpi al sole (1941) di Agatha Christie.
Nella strada per capo Caccia è stata inoltre girata la famosa scena della caduta del motociclista nel film La spia che mi amava (1977), decimo film della saga di 007.
A pochi chilometri di distanza presso le falesie che fronteggiano l'Isola Piana è stato girato interamente nel 1967 il film "La scogliera dei desideri" di Joseph Losey con Richard Burton e Elizabeth Taylor. 

## Galleria d'immagini

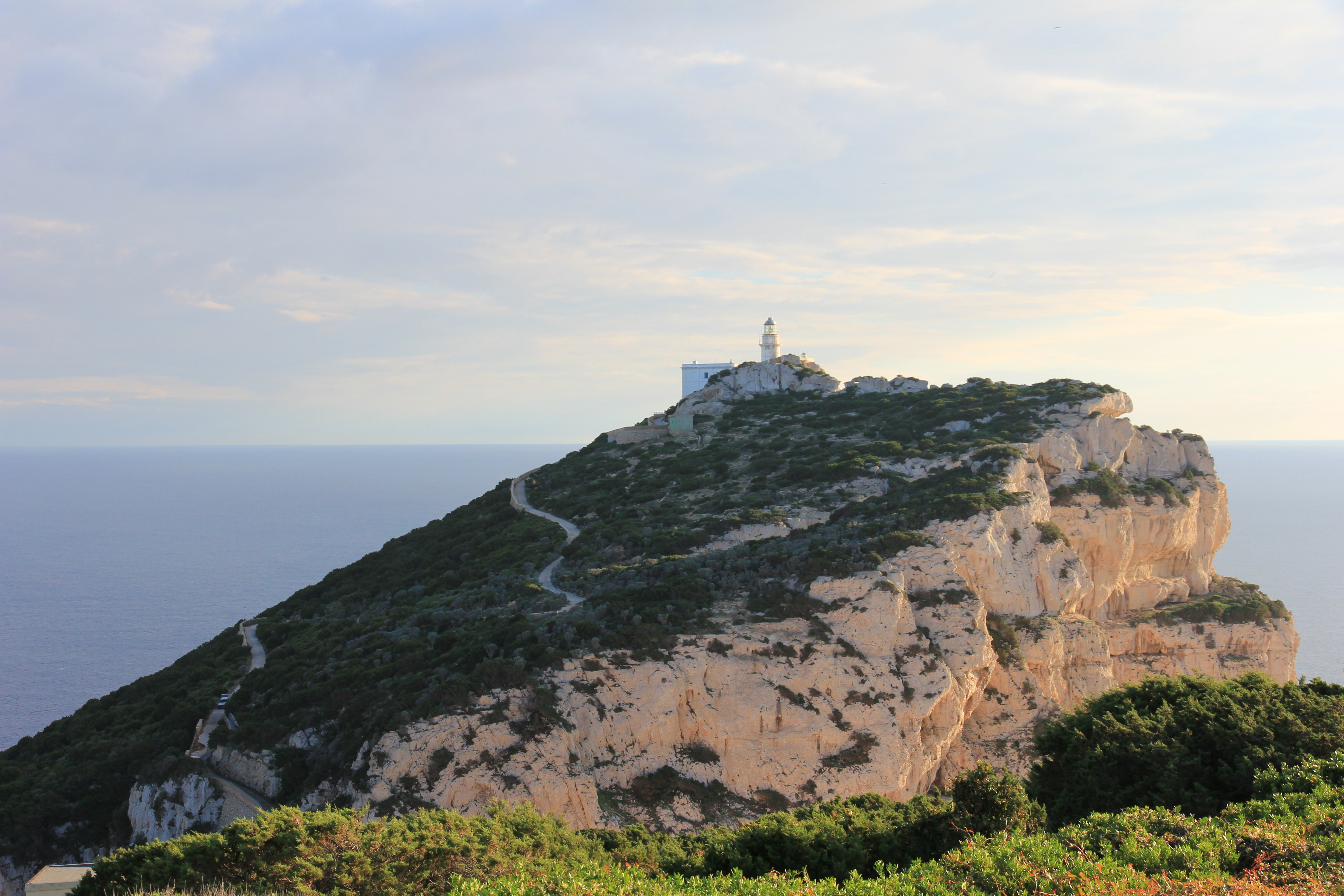
Il faro di capo Caccia
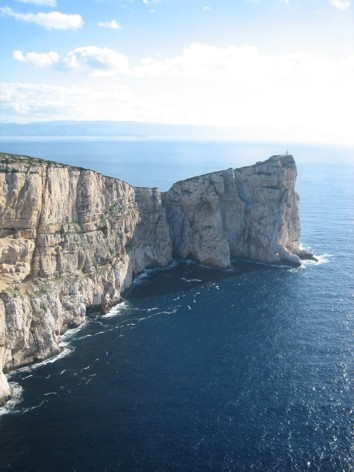
Capo Caccia, vista aerea da nord
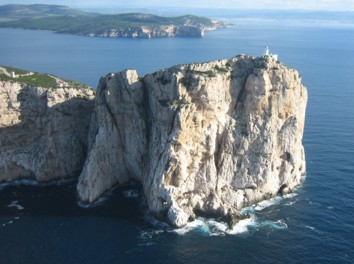
Capo Caccia, vista aerea da nord ovest
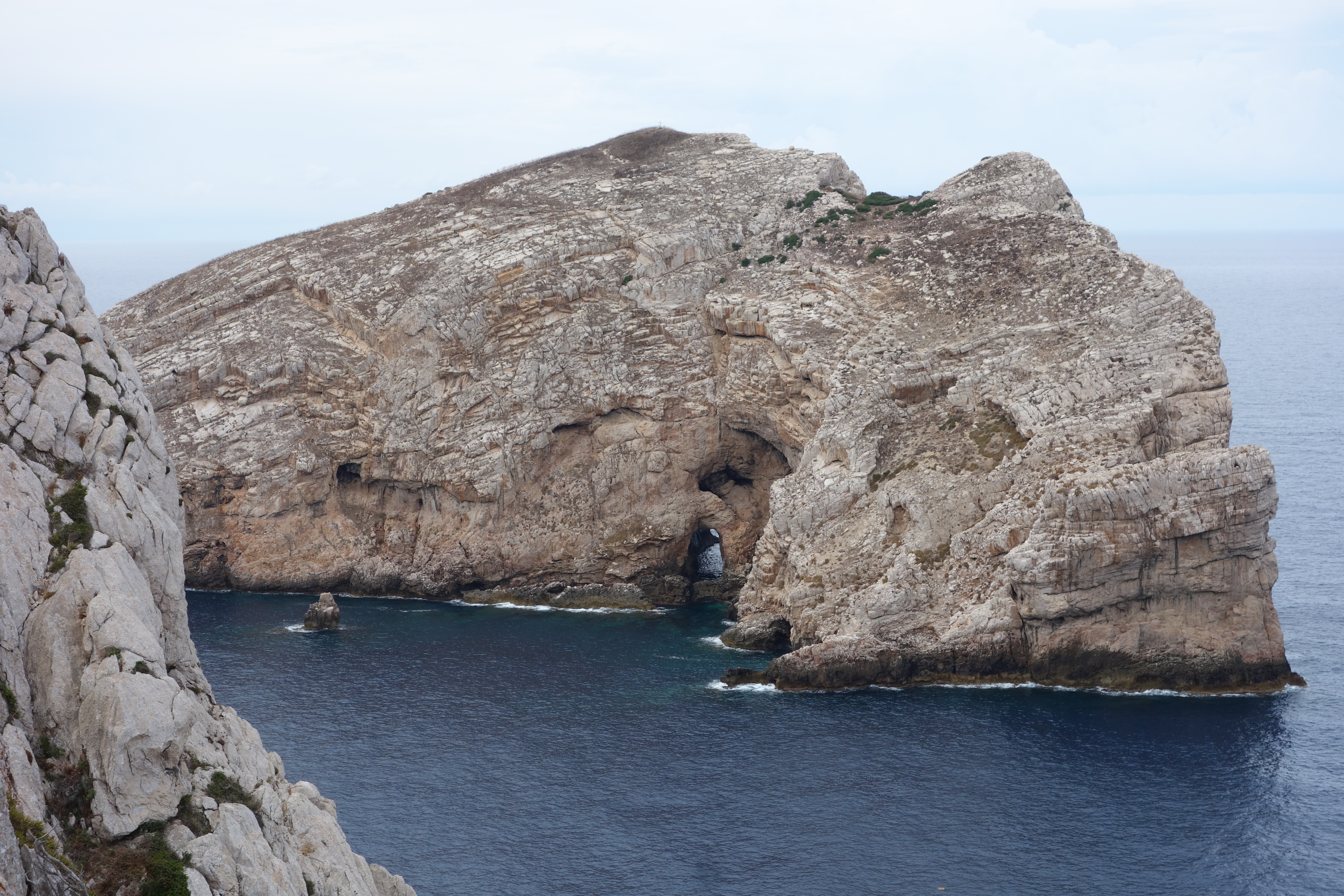
L'Isola Foradada, vista del Capo Caccia lungo il sentiero tra la strada e le cime
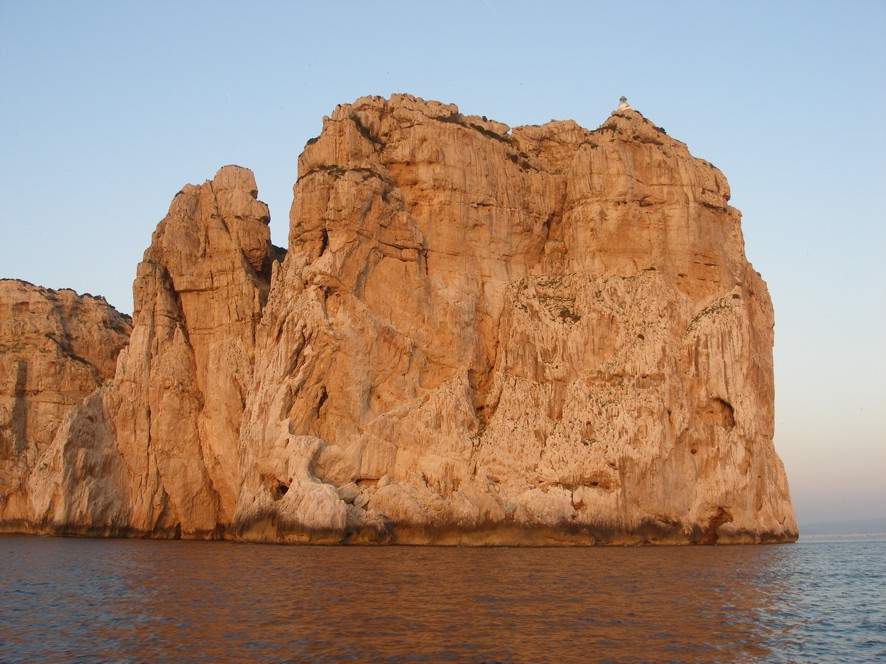
Capo Caccia vista da ovest, luce del tramonto
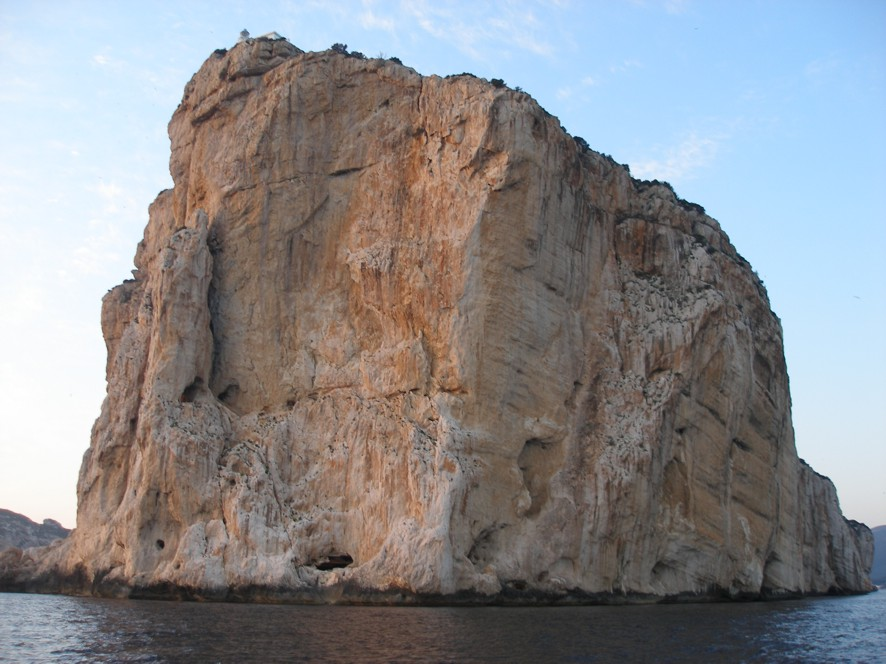
Vista frontone capo Caccia da sud
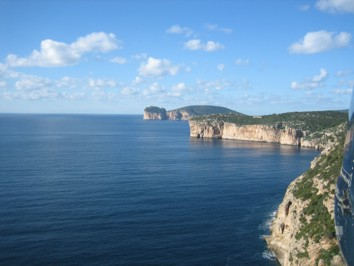
Punta Giglio e capo Caccia, vista aerea da sud est
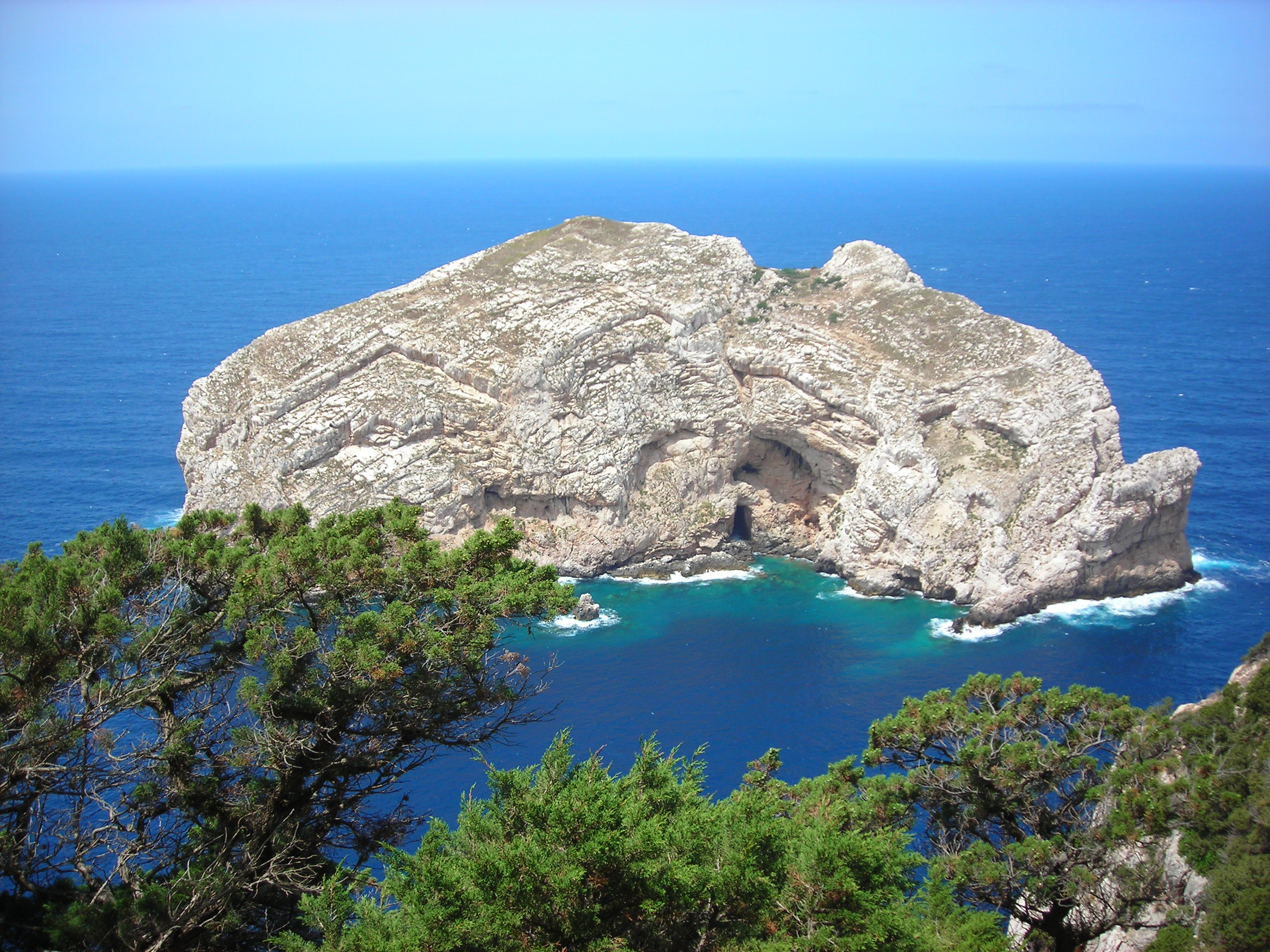
L'isola Foradada vista dalla ferrata del Cabirol
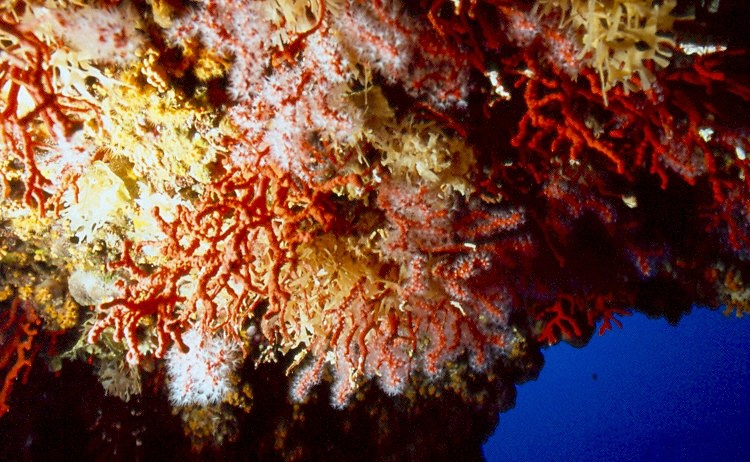
Il corallo rosso nella grotta di Nereo